# 마크 모리얼
마크 헤이델 모리얼(Marc Haydel Morial, 1958년 1월 3일 ~ )은 미국의 정치인이며, 뉴올리언스의 시장(1994~2002)을 거쳐 현재 국가도시기구(National Urban League)의 의장이다.

## 생애와 경력
뉴올리언스에서 태어나 자라왔으며, 그의 아버지 어니스트는 아프리카계 미국인 최초의 뉴올리언스 시장(1978~1986)을 지냈다. 1976년 예수회 고등학교를 졸업하고, 1980년 펜실베이니아 대학교에서 경제학 전공으로 학사 학위를 취득하였다. 1983년 조지타운 대학교 법학센터에서 법무 박사(J.D.) 학위를 따고, 뉴올리언스에서 법률사무소를 개업했다.
1986년부터 1988년까지 미국 자유인 연합 회의 단원을 지냈다. 1990년 미국 의회에 선출되는 데 실패하였다가, 1992년부터 2년간 루이지애나주 상원을 지냈다.

## 시장 생활
1994년 선거에서 54%의 지지율을 얻어 시장에 선출되었다. 그의 시장 임기 중에는 관광업이 붐을 일으켰고, 도시의 다운 타운에 14개의 호텔들이 건설되었다. 또한 도시의 범죄율이 60%로 줄어들기도 하였다.
그의 범죄 축소와 경찰의 개혁의 기록에 기초를 두어 1998년 선거에서도 재선되었다. 제선 후에는 공공 학교 제도를 구하는 운동을 실시하였다. 2001년부터 2002년까지 미국 시장 회의 회장을 지내기도 하였다.
시장 직을 떠난 후, 국가 도시 기구의 최고경영자가 되었다.

## 역대 선거 결과
| 선거명      | 직책명                          | 대수  | 정당   | 1차 득표율 | 1차 득표수 | 2차 득표율 | 2차 득표수 | 결과 | 당락                   |
| ----------- | ------------------------------- | ----- | ------ | ---------- | ---------- | ---------- | ---------- | ---- | ---------------------- |
| 1990년 선거 | 하원의원 (루이지애나 제2선거구) | 102대 | 민주당 | 47.45%     | 50,232표   |            |            | 2위  | 낙선                   |
| 1991년 선거 | 상원의원 (루이지애나 제4부)     | 86대  | 민주당 | 50.51%     | 16,260표   |            |            | 1위  | 루이지애나 주의원 당선 |
| 1994년 선거 | 뉴올리언스 시장                 | 59대  | 민주당 | 32.48%     | 49,604표   | 54.50%     | 93,094표   | 1위  | 뉴올리언스 시장 당선   |
| 1998년 선거 | 뉴올리언스 시장                 | 59대  | 민주당 | 79.27%     | 92,378표   |            |            | 1위  | 뉴올리언스 시장 당선   |